# Affaire Business France
Le texte peut changer fréquemment, n’est peut-être pas à jour et peut manquer de recul. 
Le titre et la description de l'acte concerné reposent sur la qualification juridique retenue lors de la rédaction de l'article et peuvent évoluer en même temps que celle-ci.
L'affaire Business France concerne la signature par Business France, agence publique dont Muriel Pénicaud était la directrice générale à l'époque des faits, sans appel d’offres préalable, d'un contrat d'un montant de 381 759 euros, dont 100 000 euros de frais d'hôtel, avec la société Havas, pour organiser une soirée le 6 janvier 2016,, à l'hôtel The Linq à Las Vegas, avec 500 personnalités et dirigeants de start-ups françaises à laquelle ont participé Emmanuel Macron (à l'époque ministre de l'économie, de l'industrie et du numérique), Pierre Gattaz (à l'époque président du MEDEF), Frédéric Lefebvre, Henri Seydoux, Guillaume Sarkozy et Éric Carreel « autour d’un fastueux banquet », en marge du Consumer Electronics Show. Or, l'art.146 du Code des marchés publics impose alors un appel d'offres pour les marchés publics d'un montant de plus de 25 000 euros.  

## Chronologie
Le 20 novembre 2015, la directrice de la communication de Business France, Julie Cannesan, envoie un courriel à Muriel Pénicaud disant « Muriel, nous avons eu le cab Macron en ligne ce soir (...) sur les sujets Davos et CES. (...) Budget : 300 K€, le Medef se propose de rechercher des sponsoring à hauteur de 65 K€ sur la base d’une offre que nous leur proposerons la semaine prochaine ».
La réservation de l'hôtel The Linq pour la délégation du cabinet d'Emmanuel Macron « où la moindre chambre était facturée plus de 300 € la nuit », dépassait le seuil de délégation autorisé, a donc été coupé en deux et comme les cartes de paiement professionnelles de Business France sont plafonnées à 7 000 euros, Henri De Joux, le directeur exécutif finance et gestion de Business France a dû effectuer à deux reprises des versements avec sa carte personnelle pour régler l'acompte à l'hôtel The Linq. Cela a donné lieu à deux notes de frais validées par Muriel Pénicaud, l'une datant du 11 décembre 2015 d'un montant de 32 500 euros et une seconde datant du 15 janvier 2016 de 30 391,10 euros.  
Muriel Pénicaud affirme avoir « été informée par la direction financière fin février 2016 ». En mars 2016, Muriel Pénicaud prétend avoir« fait stopper tout paiement éventuel à l'agence de communication prestataire, et a demandé à ce qu'un audit interne et un audit externe auprès d'un cabinet d'audit indépendant (le cabinet EY), soit immédiatement diligenté afin d'identifier les dysfonctionnements et responsabilités » alors que c'est le comptable de Business France qui a refusé de payer la facture de 381 759 € car les règles de la commande publique lui interdisent de dépasser le seuil de 209 000 €. Toujours en mars 2016, Cyrille Pierre, le directeur de cabinet de Matthias Fekl, le secrétaire d’État chargé du Commerce extérieur, critique la gestion de Créative France, confiée à Havas pour un total de 8 millions € en disant que « la campagne Creative France ne peut se résumer à une série de "lancements" ponctuels et sans lendemain. C’est malheureusement à ce stade la perception qui existe » et menace alors d’un « arrêt de cette campagne ». 
Le 28 juillet 2016, le cabinet EY édite un rapport d'une soixantaine de pages énumérant notamment « 13 manquements » comme notamment« la mise en concurrence n’a pas eu lieu concomitamment entre les trois prestataires contactés » (Havas, APCO et Publicis, « le périmètre du marché à propos duquel les trois fournisseurs ont été consultés a semble-t-il été modifié », « l'absence de réservation de crédits budgétaires dans le budget French Tech 2016 ». Enfin qu'« il n’y a eu aucun bon de commande, aucun devis réalisé, aucun contrat signé, aucune facture ». Et surtout, cette situation est susceptible « d’engager la responsabilité pénale (délit de favoritisme) des auteurs ».
Le 9 septembre 2016, publication d'un deuxième rapport du cabinet EY qui relève que « Madame Bothy-Chesneau (la directrice de communication de Business France) n'avait initialement pas envisagé de mettre en concurrence l'agence de presse (Havas) ». Le rapport souligne que même si le 3 décembre 2015, APCO s'est porté candidat, Madame Bothy-Chesneau maintient que « Business France devra choisir (Havas) idéalement ».
Mais en décembre 2016, Muriel Pénicaud aurait « évoquer en quelques lignes » au conseil d'administration de Business France, « dans un document général de synthèse des audits de l'année », une « version édulcorée » de l'audit du cabinet EY. Selon la note de Muriel Pénicaud qui ne ferait que quelques lignes « les relations contractuelles » s'étaient « nouées de bonne foi ». Mais « en raison de l'ampleur donnée à l'événement » et « de la date qui approchait », « Business France a dû confier à Havas des prestations spécifiques et complémentaires portant sur l'organisation de la soirée ». Le 21 décembre 2016, le ministre de l'économie et des finances, Michel Sapin demande un rapport de l'inspection générale des finances (IGF) qui lui sera remis le 28 février 2017. Le rapport de l'IGF stipule que « la commande de la prestation Havas est susceptible de relever du délit de favoritisme » et les « dysfonctionnements susceptibles d’engager la responsabilité de leurs auteurs ». Le rapport de l'IGF note aussi que « ni le comité d’audit, ni son président (Alain Bentejac), n’ont été destinataires à l’occasion de la séance de décembre 2016 du rapport d’audit ».
Le 28 février 2017, un accord transactionnel a été conclu entre Havas et le conseil d’administration de Business France, pour réduire la facture de 90 000 euros.
Le 8 mars 2017, le journal Le Canard enchaîné révèle cette affaire. Emmanuel Macron rejette toute responsabilité en déclarant « Je n'ai pas pris connaissance de cela mais je ne pense pas que ce soit mon ministère qui ait organisé un événement sans appel d'offres. Je pense que ça peut être des agents de l'État ou en tout cas des entités publiques, mais je demande à vérifier les faits » et ajoute « mon ministère, lorsque j’étais ministre, a toujours respecté les règles des appels d’offres et des marchés publics ».
Le 13 mars 2017, une enquête préliminaire ouverte par le parquet de Paris vise l’agence publique Business France, agence nationale au service de l’internationalisation de l’économie française, dont Muriel Pénicaud a été directrice générale, pour « favoritisme », complicité et recel de favoritisme,. 
Le 20 juin 2017, au cours des perquisitions au siège du groupe publicitaire Havas et de Business France, les enquêteurs mettent la main sur un courriel du 11 décembre 2015 de la directrice de la communication de Business France, Fabienne Bothy-Chesnau qui explique que « Muriel, briefée par nos soins, ne fait rien. Donc elle gérera aussi quand la Cour des comptes demandera des comptes, ce ne sera pas faute d’avoir dit et redit ». Le même jour, Fabienne Bothy-Chesneau est entendue à l'office anticorruption de la police judiciaire. Son témoignage rapporte que « lors de plusieurs Comex (comité de direction), l'organisation de la soirée a été largement évoquée sans jamais soulever l'opposition de Muriel Pénicaud qui présidait les Comex, ni de personne d'ailleurs(...) Madame Pénicaud avait exactement le même niveau de connaissance que moi des montants engagés et des modalités d'organisation ». 
Le 7 juillet 2017, « au vu des premiers éléments recueillis dans le cadre de l'enquête préliminaire » menée par l'office central de lutte contre la corruption et les infractions financières et fiscales (OCLCIFF), le parquet de Paris ouvre une information judiciaire pour favoritisme et recel de favoritisme. Le même jour, Muriel Pénicaud affirme n'avoir rien à se reprocher. Un tweetos rappelle qu'Augustin Pénicaud, neveu de Muriel, travaille chez Havas. 
Le 12 juillet 2017, la défense de Muriel Pénicaud est de nouveau fragilisée après la publication par Le Canard enchaîné du second audit du cabinet EY datant du 9 septembre 2016 qui « renforce les soupçons de favoritisme ». Le 14 juillet, le quotiden Le Monde apporte de nouveaux éléments d’un "dérapage" que Muriel Pénicaud n’a pu ignorer.
Le 2 août 2017, Le Canard Enchaîné révélait que l'ancienne directrice adjointe de Business France et principale collaboratrice de la ministre Muriel Pénicaud, serait convoquée dès septembre par les magistrats en vue de sa mise en examen.
Le 20 décembre 2017, Le Canard enchaîné révèle que 671 infractions au Code du Travail ont été constatées à Business France, lorsque Muriel Pénicaud dirigeait l'agence publique. Selon son successeur Christophe Lecourtier, il n’y a pas encore de procès-verbal définitif à ce sujet.
Le 12 février 2019, Havas Paris annonce sa mise en examen, le 7 février, pour recel de favoritisme.

## Réactions
Le 8 mars 2017, après que Christian Jacob a demandé au parquet national financier de se saisir « rapidement » du dossier sur France Info, et a déclaré « intéressant de voir si madame Houlette se précipite pour se saisir de cette affaire ou pas », Laurence Haïm, qui est la porte-parole du candidat à la présidentielle Emmanuel Macron, affirme sur BFMTV porter plainte pour diffamation contre le chef de file des députés LR.
Le 9 mars 2017, l'entrepreneur macroniste Bruno Bonnell estime que ces révélations sont une « polémique ridicule » et que « cette réactivité devrait plutôt être louée que critiquée ».
Le 15 mars 2017, Michel Sapin, ministre de l’économie signale qu'« il n’est fait à aucun moment la moindre référence à Emmanuel Macron ou à son cabinet dans le rapport de l’IGF, Emmanuel Macron n’y est jamais cité ou mis en cause. C’est un dysfonctionnement de Business France. Il lui appartenait, si elle considérait que les délais étaient trop courts, de dire qu'elle ne pouvait pas organiser l'événement selon les règles, ce qui n'a pas été fait ».
Le 28 juin 2017, à la suite des révélations du journal Libération, Muriel Pénicaud qualifie sur RTL de « blague » le fait qu'elle ait tenté « d'étouffer cette affaire » en gardant « l’audit d’EY pour elle » et en minimisant les « dysfonctionnements ». 
Le 4 juillet 2017, Christophe Castaner le porte-parole du gouvernement avait rappelé la « règle simple, rappelée par le Premier ministre: s'il y avait une mise en examen, y compris dans le dossier qui la concerne – où on parle quand même juste d'un dépassement d'un seuil de marché public pour une manifestation internationale qui s'est tenue à Las Vegas. Mais s'il y avait une mise en examen de Muriel Pénicaud, elle devrait quitter le gouvernement ».

## Information judiciaire
Le parquet de Paris a ouvert en juillet 2017 une information judiciaire pour favoritisme et recel de favoritisme. Elle a été confiée au juge Renaud Van Ruymbeke.
Muriel Pénicaud est convoquée le 22 mai 2018  par un juge d’instruction chargé de l'affaire en vue d’une audition sous le statut de témoin assisté. Elle est mise en examen on octobre 2023.